# Epsilon Indi
Epsilon Indi (HD 209100 / HR 8387), ou Épsilon do Índio, é uma estrela na constelação do Índio, próxima à Pequena Nuvem de Magalhães. Com magnitude aparente +4,69, é a sexta estrela mais brilhante da constelação. A doze anos-luz de distância da Terra, é uma das vinte estrelas mais próximas do Sol. Acredita-se que forme parte de uma aglomerado estelar homônimo, que inclui pelo menos dezesseis estrelas.
Épsilon Indi é um sistema binário, cujo componente principal, Épsilon Indi A, é uma anã laranja do tipo espectral K4V e com temperatura superficial de 4620 K. Com uma massa de 3/4 da massa solar, luminosidade solar de 22%, e metalicidade mais ou menos igual a do Sol e, qual este, apresenta atividade cromosférica com um período de rotação de 23 dias.
Em 2003, anunciou-se o descobrimento de um anã marrom, Épsilon Indi B, a uma distância de pelo menos 1500 UA da estrela principal. Foi descoberta graças ao rápido movimento próprio no céu que tem este sistema estelar: em 400 anos se move a uma distância igual ao tamanho da Lua, o que indicava que estava muito próxima a nós. Para este descobrimento combinaram imagens fotográficas de arquivo, comparando-as com imagens recentes do catálogo Two Micron All Sky Survey (2MASS). A confirmação se realizou com a câmara infravermelha SOFI do telescópio ESO 3.5-m New Technology Telescope (NTT) do Observatório de La Silla, no Chile.
Épsilon Indi B possui entre 40 e 60 massas jovianas e uma luminosidade de apenas 0,002% igual a do Sol. Meses depois de ser descoberta, descobriu-se que Épsilon Indi B é, por sua vez, um sistema binário composto por duas anãs marrons, separadas por 2,1 UA. A mais massiva delas, Épsilon Indi B, está classificada com o tipo espectral T1, enquanto que Épsilon Indi C está classificada com o tipo T6, com as respectivas massas sendo 47 e 28 massas jovianas e temperaturas superficiais se estimam em 1250 e 850 K.